# Сапопан
Сапопан (на испански: Zapopan) е град в щата Халиско, Мексико. Сапопан е с население от 1 026 492 жители (2005 г.) и площ от 893,15 км². Основан е през 1541 г.